# آب‌انبار هفت بادگیری حسین‌آباد
آب‌انبار هفت بادگیری حسین‌آباد مربوط به دوره پهلوی است و در شهرستان اشکذر، بخش اشکذر، روستای حسین‌آباد واقع شده و این اثر در تاریخ ۱۰ خرداد ۱۳۸۲ با شمارهٔ ثبت ۹۱۳۷ به‌عنوان یکی از آثار ملی ایران به ثبت رسیده است.